# Prefektura Ibaraki

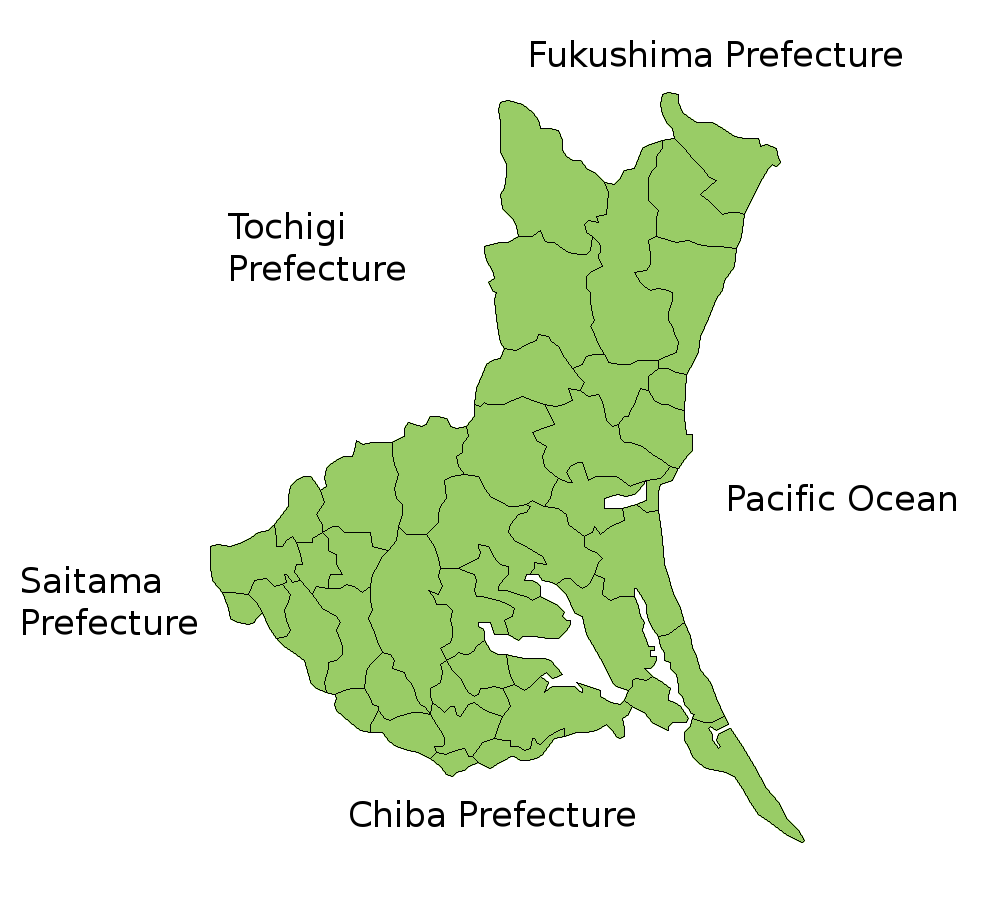
Mapa prefektury Ibaraki

Prefektura Ibaraki (japonsky: 茨城県; Ibaraki-ken) je jednou ze 47 prefektur Japonska. Nachází se v regionu Kantó (関東) na ostrově Honšú. Hlavním městem je Mito.
Prefektura má rozlohu 6 095,58 km² a k 1. říjnu 2000 měla 2 985 424 obyvatel.

## Historie

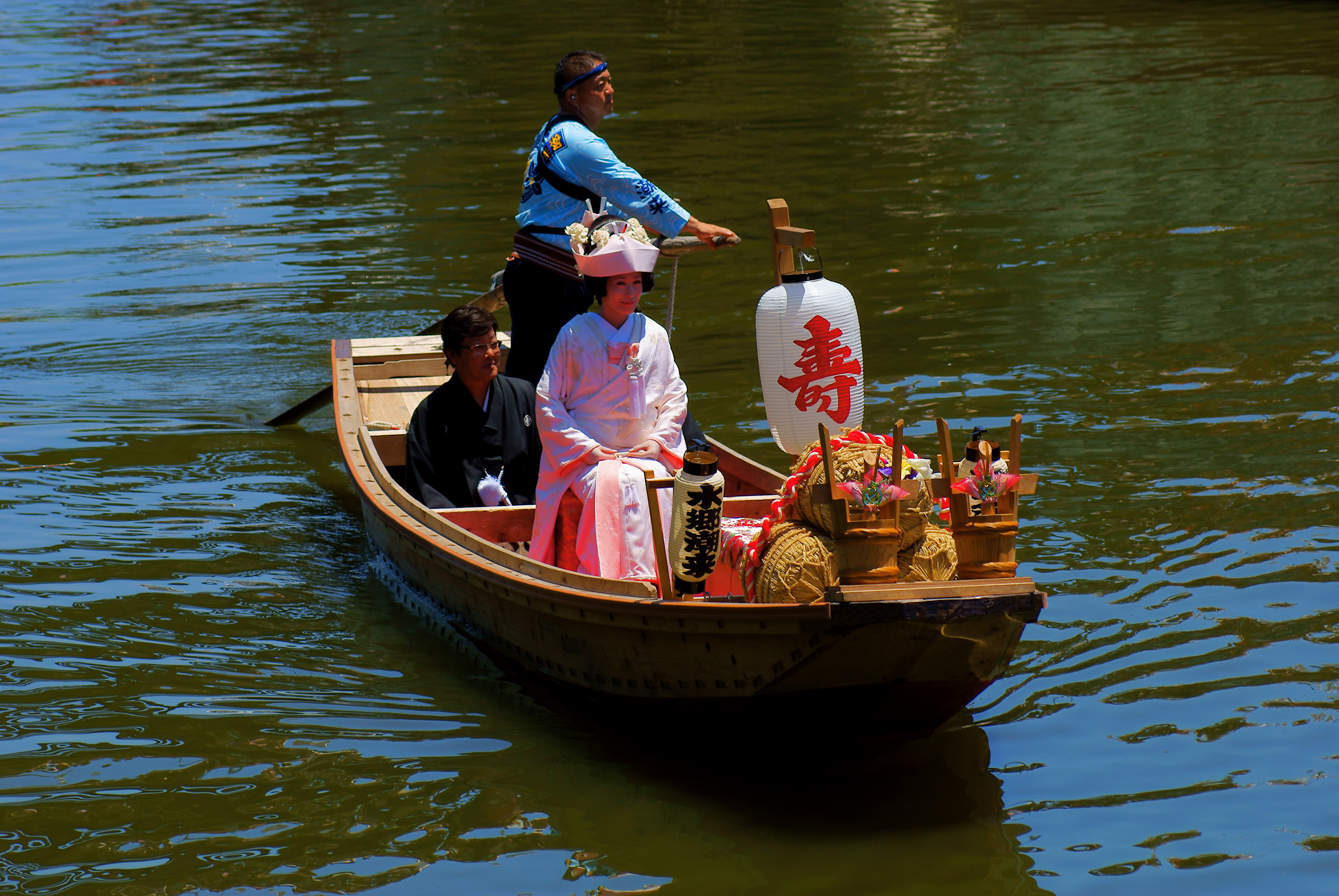
Nevěsta na říčním člunu, prefektura Ibaraki

Prefektura Ibaraki byla dříve známa jako provincie Hitači (常陸国).

## Geografie
Ibaraki je severovýchodní část regionu Kantó, přiléhají k ní prefektura Točigi, prefektura Saitama, Tichý oceán, prefektura Fukušima a prefektura Čiba.

### Města
V prefektuře Ibaraki je 32 velkých měst (市, ši):
| - Bandó (坂東) - Cučiura (土浦) - Cukuba (筑波 nebo つくば) - Cukubamirai (つくばみらい) - Čikusei (筑西) - Džósó (常総) - Hitači (日立) - Hitačinaka (ひたちなか) - Hitačiómija (常陸大宮) - Hitačióta (常陸太田) - Hokota (鉾田) | - Inašiki (稲敷) - Išioka (石岡) - Itako (潮来) - Júki (結城) - Kamisu (神栖) - Kasama (笠間) - Kasumigaura (かすみがうら) - Kašima (鹿嶋) - Kitaibaraki (北茨城) - Koga (古河) - Mito (水戸, hlavní město) | - Morija (守谷) - Naka (那珂) - Namegata (行方) - Omitama (小美玉) - Rjúgasaki (龍ケ崎) - Sakuragawa (桜川) - Šimocuma (下妻) - Takahagi (高萩) - Toride (取手) - Ušiku (牛久) |